# Kotaku
Kotaku es un sitio web y blog establecido en octubre de 2004 cuyo contenido se enfoca en videojuegos. Actualmente forma parte del conglomerado Univision Communications.

## Historia
Nació como parte de Gawker Media con la perspectiva de granjearse un público mayoritariamente masculino. Durante más de siete años contó con Brian Crecente como redactor jefe, quien ayudó a la página a aumentar sus lectores de alrededor de 10.000 a más de cinco millones y medio. Crecente dejó la página en enero de 2012.
En 2008, PC Magazine la ubicó en el puesto 50 en su lista de los 100 sitios web más confiables.
Kotaku fue uno de los seis sitios web comprados por el conglomerado Univision Communications en su adquisición de Gawker Media en agosto de 2016.